# Alfred Ploetz
Alfred Ploetz (Świnoujście, 22 agosto 1860 – 20 marzo 1940) è stato un medico, biologo eugenista tedesco noto per aver coniato il termine igiene razziale (Rassenhygiene), una forma di eugenetica, e per aver promosso tale concetto in Germania.

## Biografia
Ploetz è nato a Swinemünde (ora Świnoujście). È cresciuto e ha frequentato la scuola a Breslavia (ora Wrocław). Strinse amicizia con Carl Hauptmann, fratello del famoso scrittore Gerhart Hauptmann. Nel 1879 fondò una società giovanile razziale segreta. Nel dramma di Gerhart Hauptmann Vor Sonnenaufgang ("Prima dell'alba"), rappresentato per la prima volta il 20 ottobre 1889 a Berlino, la figura chiave del giornalista Loth era basata su Ploetz.
Dopo aver terminato la scuola, Ploetz dapprima studiò economia politica a Breslavia, poi entrò a far parte della Freie Wissenschaftliche Vereinigung (Unione Scientifica Libera). Tra i suoi amici c'erano suo fratello, il suo ex compagno di scuola Ferdinand Simon (poi genero di August Bebel), i fratelli Carl e Gerhart Hauptmann, Heinrich Laux e Charles Proteus Steinmetz.
Il circolo ha letto con entusiasmo le opere di Ernst Haeckel e Charles Darwin. Carl Hauptmann era uno studente di Haeckel, Gerhart Hauptmann e Ploetz frequentarono alcune delle lezioni di Haeckel. Il gruppo si espanse e sviluppò un piano per fondare una colonia in uno degli stati del Pacifico e si affermò come "Associazione del Pacifico": progettava una "comunità su basi amichevoli, socialiste e forse anche pangermaniche".
In conseguenza del perseguimento delle persone di mentalità socialista, in applicazione delle leggi antisocialiste di Otto von Bismarck (1878-1890), Ploetz nel 1883 fuggì a Zurigo, dove continuò a studiare economia politica con Julius Platter (1844-1923). Nelle sue memorie, Ploetz affermò come motivo importante per la sua scelta di Zurigo, che durante i suoi studi a Breslavia, le teorie socialiste erano state menzionate solo incidentalmente.
Dopo aver vissuto per un anno e mezzo negli Stati Uniti, Ploetz tornò a Zurigo e iniziò a studiare medicina. Nel 1886 si innamorò di una compagna di studi, Agnes Bluhm, ma ebbe una relazione con Pauline Rüdin con cui decise di sposarsi all'inizio del 1887. Ploetz frequentava anche un'americana, Mary Sherwood, che studiava ipnotismo.
Nel 1890, Ploetz divenne medico e sposò la sua ex fidanzata Pauline, ma non ebbero mai figli. Bluhm frequentò Ploetz come un caro amico per tutta la vita, entrambi condividevano opinioni simili sulla purezza razziale e sui benefici dell'eugenetica. Ploetz e sua moglie vissero negli Stati Uniti per quattro anni e divorziarono nel 1898. Ploetz in seguito sposò Anita Nordenholz, i due ebbero tre figli: Ulrich (chiamato Uli), Cordelia (chiamato Deda) e Wilfrid (chiamato Fridl, 1912 –2013).
Ploetz propose per la prima volta la teoria dell'igiene razziale (eugenetica basata sulla razza) nei suoi Grundlinien einer Rassenhygiene ("Le basi dell'igiene razziale") nel 1895. Nel 1904, Ploetz fondò il periodico Archiv für Rassen-und Gesellschaftsbiologie con Fritz Lenz come caporedattore e nel 1905 fondò la De Berliner Gesellschaft fur Rassenhygiene ("Società tedesca per l'igiene razziale") con 31 membri iscritti. Nel 1907 la società divenne la "Società Internazionale per l'Igiene Razziale".

### Germania nazista
Nel 1930 fu nominato dottore onorario dell'Università di Monaco e divenne un sostenitore del partito nazista, fu eletto al potere nel 1933. Ploetz scrisse nell'aprile di quell'anno che credeva che Hitler avrebbe portato l'igiene razziale dalla sua precedente marginalità ad un livello più importante. Nel 1933, il ministro dell'Interno del Reich Wilhelm Frick istituì un "comitato consultivo di esperti per la popolazione e la politica razziale", che includeva Ploetz, Fritz Lenz, Ernst Rüdin e Hans F.K. Günther: il comitato consultivo di esperti aveva il compito di consigliare i nazisti sull'attuazione e l'applicazione della legislazione in materia di questioni razziali ed eugenetiche. Nel 1936 Hitler nominò Ploetz per una cattedra. Nel 1937, all'età di 77 anni, si iscrisse al partito nazista.

### Morte ed eredità
Morì nel 1940 all'età di 79 anni ed è sepolto nella sua casa di Herrsching sull'Ammersee in Baviera. Dopo la sua morte, Otmar Freiherr von Verschuer ha elogiato la sua "simpatia interiore ed entusiasmo [con] il movimento nazionalsocialista". Ernst Rüdin, anche lui un nazista convinto, due anni prima aveva elogiato Ploetz come un uomo "con i suoi meritevoli servizi ha contribuito a creare la nostra ideologia nazista".

## Teorie
Nel suo libro "L'efficienza della nostra razza e la protezione dei deboli" (1895), Ploetz descrisse una società in cui le idee eugenetiche potessero essere applicate: esaminare la capacità morale e intellettuale dei cittadini di decidere sul matrimonio e il numero consentito di figli, ed anche la possibilità di includere un divieto di riproduzione da parte dei "non idonei"; i bambini disabili sarebbero stati soppressi alla nascita e tutti i giovani sarebbero stati sottoposti ad un esame durante la pubertà per determinare se potesse essere loro permesso di sposarsi e avere figli. La società sarebbe stata regolata rigorosamente per garantire pari opportunità e coloro che avessero fallito sarebbero morti di fame. Ploetz trovò l'idea orribile e suggerì un'alternativa umana per incoraggiare semplicemente solo le persone "adatte" a riprodursi, ma la definì una proposta debole.
Insieme a molti altri eugenetisti in Europa e in America, Ploetz credeva nella superiorità della razza nordica. I suoi scritti ebbero una grande influenza sull'ideologia nazista. La sua opinione sulla questione ebraica cambiò nel corso della sua vita, ma la sua visione e la dottrina del partito nazista erano in accordo quando salì al potere nel 1933.
Nei suoi primi scritti, Ploetz ha accreditato gli ebrei come la razza culturale più alta dopo gli europei. Non ha identificato alcuna differenza sostanziale nel "carattere razziale" tra ariani ed ebrei e ha sostenuto che le capacità mentali degli ebrei e il loro ruolo nello sviluppo della cultura umana li rendevano indispensabili al "processo di mescolanza razziale", che avrebbe migliorato l'umanità:
Ha rivisto quella visione, sottolineando che la particolarità degli ebrei indicava che le loro caratteristiche mentali avrebbero influenzato negativamente gli ariani introducendo l'individualismo e la mancanza di amore per i militari e la nazione. Ploetz in questo modo ha favorito il dominio globale della razza ariana.